# 괴산 각연사 통일대사탑비
괴산 각연사 통일대사탑비(槐山 覺淵寺 通一大師塔碑)는 충청북도 괴산군 칠성면, 각연사에 있는 고려시대의 비석이다. 1999년 6월 28일 대한민국의 보물 제1295호로 지정되었다.

## 지정 사유
괴산 각연사통일대사탑비는 원형대로 잘 보존되어 있으며, 화강암으로 조성한 귀부와 비신, 이수 등의 양식이 신라 하대로부터 고려 초기에 걸친 수법을 잘 보여주는 고려 초기의 석비이다.

## 연혁 및 주변 현황
각연사는 구전에 의하면 신라 법흥왕(514-519)때 유일대사가 세웠다고 하나, 조선 영조 44년(1768)에 기술된 《각연사대웅전탑상량문》에 의하면 고려 태조부터 광종 년간(918-975)에 통일대사가 창건한 것으로 알려지고 있으며, 비로전 대들보에서 발견된 묵서에는 고려 혜종(944-945)년간에 중수된 기록이 보인다.
각연사 통일대사탑비는 각연사에서 동남쪽으로 보개산 계곡을 따라 1킬로미터쯤 떨어진 산 중턱의 소나물가 우거진 평탄한 대지에 북향으로 자리잡고 있으며, 약 1미터정도 높이의 석축위에 조성되어 있다.

## 문화재 현황
탑비는 귀부와 비신, 이수를 모두 갖춘 완전한 형태로, 지대석 위에 귀부를 놓고, 귀부 등에 비좌를 얹고, 그 위에 비신을 세우고, 상부에 이수를 장식하였다.
화강석으로 된 귀부는 배면 전면에 걸쳐 아무런 장식이 없는 편장 6각의 귀갑문을 조각하였고, 귀두는 용두화하고 입에는 여의주를 물고 있으며, 귀는 작고 눈은 둥글고 크며 안상은 험상궂다.
귀부의 등에 얹은 비좌는 양옆에 안상이 있고 윗면에는 복련을 새겼다.
비신은 높이 258센티미터, 폭 128센티미터, 두께 25.4센티미터로, 비문은 정해서로 46행 48자, 3,500여자가 새겨져 있었으나, 현재는 대부분 마멸되어 260자 정도의 명문만이 드문드문 남아있다. 비문에는 건립자의 이름이 새겨져 있다.
《조선금석고》에 실린 비문내용에 의하면, 통일대사의 속성은 김씨로 선조는 계림인이며, 고려초에 중국에 유학하고 돌아와 왕실에서 불법의 진리를 강론하는데, 대사의 법문을 듣고자 각지에서 사람들이 구름같이 몰려들었다고 한다.
대사가 입적하자 고려 광종이 통일대사라는 시호를 내리고 한림학사 김정언에게 비문을 짓도록 명하여 탑비가 세워졌다. 김정언은 당대의 명문장가로서 전남 광양, 《옥룡사 동진대사탑비》를 찬술하기도 하였다.
이수는 높이 110센티미터, 폭 175센티미터, 두께 76센티미터로 아래면에 2단의 받침을 우었고 앙련을 새겼다. 이수의 사면에 조각된 네 마리의 용은 웅장한 느낌을 주며, 중앙에 보주를 장식하고 네마리의 용이 보주를 안으로 향하여 머리를 들고 있는 모습이다.

## 문화재적 가치
원위치에 원형대로 잘 보존되어 있는 석비로, 화강암으로 조성한 귀부와 비신, 이수 등 각부의 양식수법은 신라 하대로부터 고려 초기에 거친 작품을 잘 보이고 있는 고려 초기의 우수한 석비이다.
이 석비는 당시 유명한 통일대사의 부도탑비로서 건립연대는 고려 제4대 광종 9년(958)으로 절대연대를 알 수 있다.

## 같이 보기
- 괴산 각연사 통일대사탑 - 보물 제1370호

## 참고 자료
- 괴산 각연사 통일대사탑비 - 국가유산청 국가유산포털